# Nur Muhammad Taraki

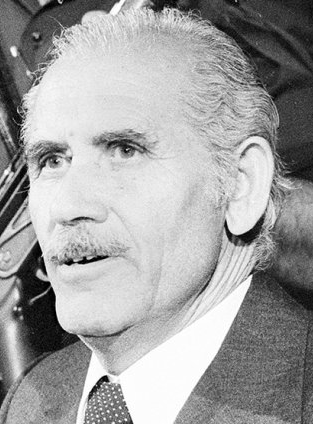
Nur Muhammad Taraki

De vlag van Afghanistan onder Nur Muhammad Taraki

Nur Muhammad Taraki (Pasjtoe: نور محمد ترکی) (Ghazni, 15 juli 1913 - Kabul, 14 september 1979) was president van Afghanistan tussen april 1978 en september 1979.
Taraki was de zoon van een herder en behoorde tot de Pasthun-bevolkingsgroep. Vanaf 1937 werkte hij voor de overheid. Van 1947 tot 1952 was hij lid van de linkse jeugdbeweging de ontwakende jeugd. In 1953 werd hij persattaché in Washington. In 1965 richtte hij met geestverwanten te zijner huize de Democratische Volkspartij van Afghanistan (DVPA) op, een linkse (aan het communisme verwante) volkspartij. Hij werd tot secretaris-generaal van de partij gekozen. In 1966 richtte hij de krant Khalq  (Het Volk) op, die echter spoedig van overheidswege werd verboden. In 1967 werd Taraki leider van de links-nationalistische Khalq-factie van de DVPA.
Na de communistisch/militaire staatsgreep van 27 april 1978 (de zogenaamde Saur-Revolutie) werd Taraki op 30 april tot president van de Revolutionaire Raad (dat wil zeggen staatshoofd) benoemd en op 1 mei werd hij tevens minister-president. Onder zijn bewind werd een begin gemaakt met een radicale landhervorming en een grootscheepse alfabetiseringscampagne. Sinds oktober 1978 was er echter gewapend verzet tegen zijn communistisch bewind. In maart 1979 escaleerde het verzet, als gevolg van de poging van Taraki om in de stad onderwijs voor meisjes in te voeren. Dit verzet werd extra gevoed door de Islamitische Revolutie tegen de Shah Mohammed Reza Pahlavi in het naburige Iran. Toen bij het verzet ook ongeveer 100 vrouwen en kinderen van Sovjet-adviseurs omkwamen, drong de Sovjet-Unie aan op matiging van de hervormingen. Na een staatsbezoek aan de Sovjet-Unie (september 1979) werd hij door zijn vicepresident, Hafizullah Amin, gevangengenomen en opgesloten (hij was zogenaamd om gezondheidsredenen afgetreden) en in diezelfde maand gedood.